# Kereki
Kereki is een plaats (község) en gemeente in het Hongaarse comitaat Somogy. Kereki telt 551 inwoners (2001).

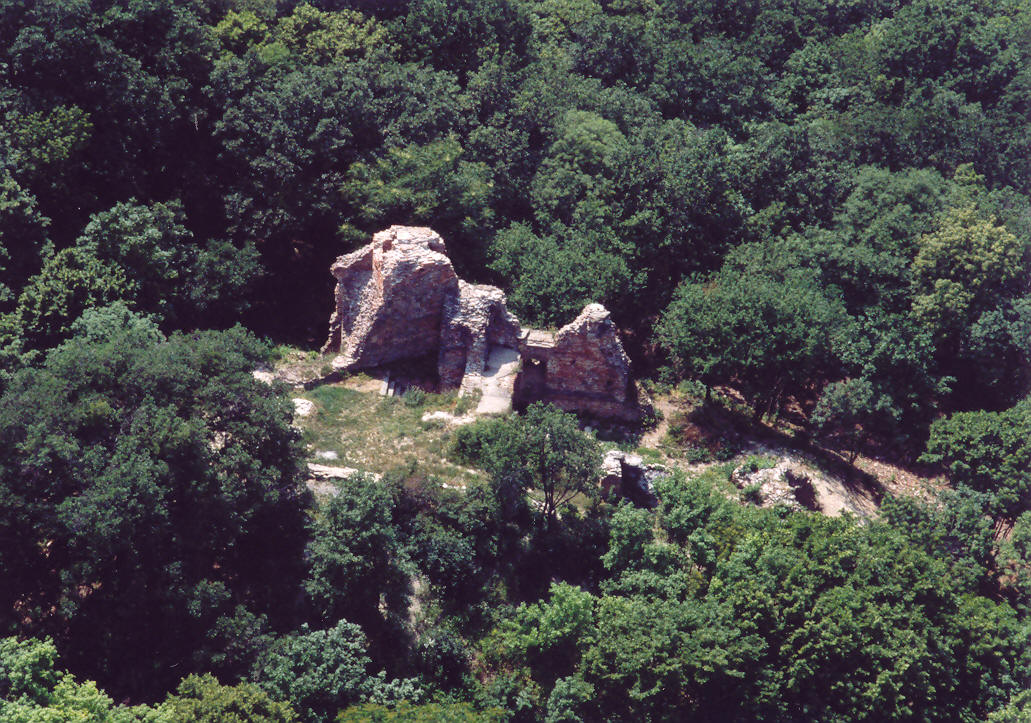
Kasteel van Kereki
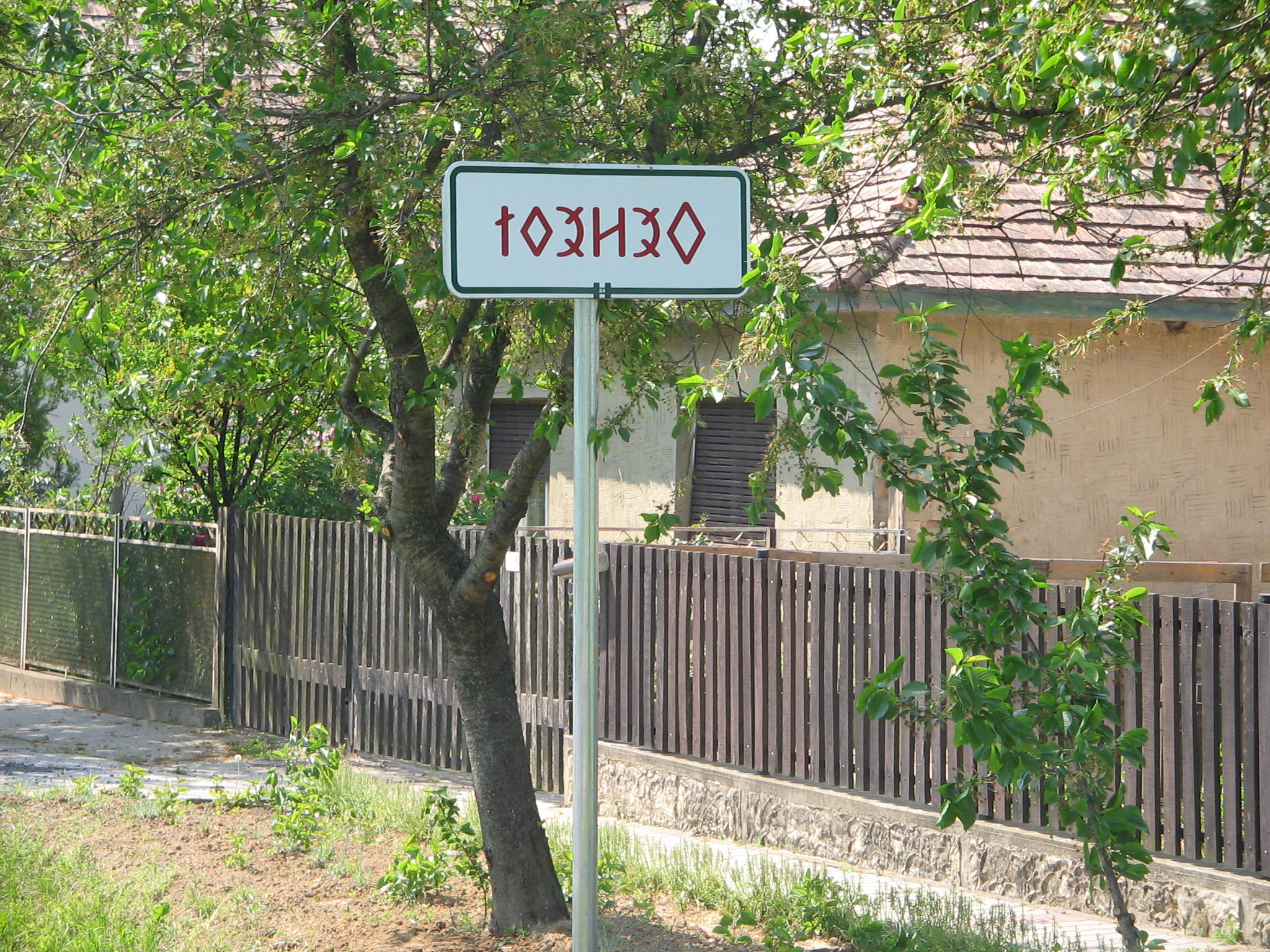
Plaatsnaambord in plaatselijk schrift